# Hunsen
Hunsen är en sjö i Falu kommun i Dalarna och ingår i Dalälvens huvudavrinningsområde. Sjön är 2,3 meter djup, har en yta på 0,104 kvadratkilometer och är belägen 156,1 meter över havet. Vid provfiske har bland annat abborre, braxen, gers och gädda fångats i sjön.

## Delavrinningsområde
Hunsen ingår i det delavrinningsområde (673575-151002) som SMHI kallar för Mynnar i Svärdsjön. Medelhöjden är 217 meter över havet och ytan är 4,43 kvadratkilometer. Räknas de 8 avrinningsområdena uppströms in blir den ackumulerade arean 75,87 kvadratkilometer. Vattendraget som avvattnar avrinningsområdet har biflödesordning 3, vilket innebär att vattnet flödar genom totalt 3 vattendrag innan det når havet efter 246 kilometer. Avrinningsområdet består mestadels av skog (78 procent). Avrinningsområdet har 0,11 kvadratkilometer vattenytor vilket ger det en sjöprocent på 2,4 procent.

## Fisk
Vid provfiske har följande fisk fångats i sjön:
- Abborre
- Braxen
- Gärs
- Gädda
- Mört
- Siklöja